# عبد الله البلوشي (لاعب كرة قدم كويتي)
عبد الله البلوشي ، من مواليد 16 فبراير 1960 ، لاعب كرة قدم كويتي سابق. لاعب النادي العربي الكويتي ومنتخب الكويت لكرة القدم من عام 1979 و حتى عام 1989 ، شارك مع منتخب الكويت لكرة القدم في بطولة كأس العالم لكرة القدم 1982 وحصل معهم على كأس آسيا 1980.

## بداياته
ولد عبد الله محمد البلوشي في الكويت وتحديدا في منطقة شرق في عام 1960 ، وبدأ مشواره الكروي في الساحات الترابية في منطقة شرق ، وبعدها إنضم الي النادي العربي الكويتي وحقق معه أول بطولة رسمية له وهي دوري تحت 17 سنة في موسم 75-76 وكان ضمن فريق يضم زملاءه أحمد خلف وسامي الحشاش وعايد سليمان ، وفي هذا الموسم وجد نفسه احتياطيا ضمن الفريق الأول وتم اختياره مع منتخب المدارس الذي كان له دور في صقل النجوم في تلك الفترة، ليشق طريقه نحو منتخب الشباب ضمن 50 لاعبا توجهوا إلى البرازيل في معسكر إعدادي لخوض تصفيات كأس آسيا في بنغلاديش ، حيث تألق بتسجيله الأهداف بقذائف صاروخية لينال بعدها إعجاب المدرب البرازيلي كارلوس ألبرتو الذي استدعاه للانضمام الى صفوف المنتخب الاول، إلا انه أصيب في تلك الفترة بتمزق عضلي شديد ليغيب عن قائمة المنتخب الاول في نهائيات كأس آسيا ، لكنه شارك مع المنتخب في نهائيات كأس العالم 1982 وسجل هدفا تاريخيا في مرمى منتخب فرنسا.

## أهدافه التاريخية
- هدفه مع منتخب الكويت لكرة القدم في مرمى منتخب فرنسا في كأس العالم 1982.
- هدفه مع منتخب الكويت لكرة القدم في مرمى منتخب نيوزيلندا لكرة القدم عام 1984 .
- هدفه مع النادي العربي الكويتي في مرمى نادي الكويت بالدوري موسم 78/79 .
- هدفه الصاروخي مع النادي العربي الكويتي في مرمى نادي القادسيه سنة 1981 .
- سجل هدفين في مرمى منتخب قطر لكرة القدم. كأس الخليج 1979
- هدفين في مرمى منتخب الإمارات لكرة القدم. كأس الخليج 1979

## روابط خارجية
- عبد الله البلوشي على موقع الاتحاد الدولي (مؤرشف)  (الإنجليزية)
- عبد الله البلوشي على موقع قاعدة بيانات كرة القدم.إي يو (الإنجليزية)
- عبد الله البلوشي على موقع ناشيونال فوتبول تيمز (الإنجليزية)
- عبد الله البلوشي على موقع أوليمبيديا (الإنجليزية)